# Q School 2021
La Q School 2021 è stata una serie di tre eventi amatoriali di snooker che si sono disputati dal 27 maggio al 13 giugno 2021, presso il Ponds Forge International Sports Centre di Sheffield, in Inghilterra.
I 12 vincitori delle tre tappe Peter Lines, Fraser Patrick, Jackson Page, Yuan Sijun, Barry Pinches, Craig Steadman, Michael Judge, Alfie Burden, Ian Burns, Lei Peifan, Dean Young e Duane Jones, assieme ad Hammad Miah e Mitchell Mann, provenienti dalla classifica combinata dei migliori giocatori che non hanno conquistato nessun evento, hanno guadagnato una tour card per le stagioni 2021-2022 e 2022-2023.

## Regolamento
Introdotta nel periodo di riforme dell'allora appena nominato presidente del World Snooker Tour Barry Hearn, la Q School è formata da tre eventi, i quali si disputano prima dell'inizio della stagione professionistica (solitamente pochi giorni dopo il termine del Campionato mondiale).
In questi sono presenti quattro sezioni, formate tutte da sei turni: chi riesce a vincere l'ultimo round, ottiene una carta professionistica di due stagioni.
Possono partecipare anche coloro che terminano la stagione fuori dai primi 64 nel Ranking, e che quindi devono riqualificarsi per il Main Tour.
L'iscrizione è aperta ad ogni giocatore dilettante, ed ha un costo di £1000.

## Calendario
| Date                            | N° evento        | Qualificati                                             | Note  |
| ------------------------------- | ---------------- | ------------------------------------------------------- | ----- |
| dal 27 maggio al 1º giugno 2021 | Evento 1         | Peter Lines Fraser Patrick Jackson Page Yuan Sijun      | [ 2 ] |
| dal 2 al 7 giugno 2021          | Evento 2         | Barry Pinches Craig Steadman Michael Judge Alfie Burden | [ 3 ] |
| dall'8 al 13 giugno 2021        | Evento 3         | Ian Burns Lei Peifan Dean Young Duane Jones             | [ 4 ] |
|                                 | Ordine di merito | Hammad Miah Mitchell Mann                               | [ 5 ] |